# Diego Fuoli
Diego Licinio Lázaro Fuoli, más conocido como Diego Fuoli (Zaragoza, España, 20 de octubre de 1997) es un futbolista español que juega en la posición de guardameta en las filas de la Unión Deportiva Almería de la Primera División.

## Trayectoria
Natural de Zaragoza, es un guardameta formado en las categorías inferiores del Stadium Casablanca de Zaragoza. De ahí pasó al Villarreal CF en categoría juvenil, ya que en su primera temporada, en el División de Honor del Villarreal, disputó 23 partidos de Liga, con 2.070 minutos, hasta llegar a debutar en la temporada 2016-17 con el Villarreal Club de Fútbol "C" a las órdenes de Pere Martí.
En la temporada 2016-17 se convirtió en el futbolista más utilizado por el Villarreal Club de Fútbol "C" en Tercera, con 36 partidos, 3.240 minutos, y habiendo visto siete cartulinas amarillas.
En la temporada 2018-19 daría el salto al Villarreal Club de Fútbol "B" del Grupo III de Segunda División B.
En la temporada 2019-2020 disputó un total de 24 partidos de Liga dentro del grupo III de Segunda División B, con una cifra de 27 goles encajados con el filial del Villarreal Club de Fútbol. 
El 13 de agosto de 2020, el gardameta firma con el Centre d'Esports Sabadell Futbol Club de la Segunda División de España.
El 6 de agosto de 2021, firma por la Unión Deportiva Almería "B" de la Tercera División RFEF, convirtiéndose en el tercer portero de la plantilla del primer equipo de la Segunda División de España.

## Clubes
| Club                                  | País   | Año             |
| ------------------------------------- | ------ | --------------- |
| Villarreal "C"                        | España | 2017 - 2018     |
| Villarreal "B"                        | España | 2018-2020       |
| Centre d'Esports Sabadell Futbol Club | España | 2020-2021       |
| Unión Deportiva Almería "B"           | España | 2021-Actualidad |